# Liste der Nummer-eins-Hits in Italien (1993)
Diese Liste der Nummer-eins-Hits basiert auf den Charts des italienischen Musikmagazins Musica e dischi im Jahr 1993. Es gab in diesem Jahr 13 Nummer-eins-Singles und 14 Nummer-eins-Alben.

## Singles
| ← 1992 ← | Liste der Nummer-eins-Hits in Italien (M&D) | Liste der Nummer-eins-Hits in Italien (M&D) | Liste der Nummer-eins-Hits in Italien (M&D)                                               | 1994 → |
| \| Zeitraum \| Wo. ges. \| Interpret \| Titel Autor(en) \| Zusätzliche Informationen \| \| (Zeitraum, Wochen auf Platz eins, Interpret, Titel, Autor[en], zusätzliche Informationen) \| \| \| \| \| \| ----------------------------------------------------------------------------------------- \| -------- \| --------------- \| ----------------------------------------------------------------------------------------- \| ----------------------------------------------------------------------------------------------------------------------------------------------------------------------------------------- \| \| 51. Woche 1992 – 1. Woche 1993 4 Wochen \| 4 \| Madonna \| Deeper and Deeper Madonna, Shep Pettibone, Anthony Shimkin \| – \| \| 2. Woche 1 Woche \| 1 \| Jordy \| Dur dur d’etre bebè! Patricia Clerget, Alain Maratrat, Frédéric Taïeb \| – \| \| 3.–9. Woche 7 Wochen \| 7 \| Vasco Rossi \| Gli spari sopra Gerard Whelan, Martin Murphy, David Frew, Enda Wyatt, Vasco Rossi \| Das Lied ist eine Coverversion des Songs Celebrate der irischen Alternative-Band An Emotional Fish aus dem Jahr 1989. \| \| 10. Woche 1 Woche \| 1 \| Enrico Ruggeri \| Mistero Enrico Ruggeri \| Mit Mistero gelang Ruggeri 1993 zum zweiten Mal (nach 1987) der Sieg beim Sanremo-Festival. \| \| 11. Woche 1 Woche \| 1 \| Duran Duran \| Ordinary World Duran Duran \| – \| \| 12.–14. Woche 3 Wochen (insgesamt 3) \| 3 \| 2 Unlimited \| No Limit Phil Wilde, Jean-Paul De Coster, Ray Slijngaard, Anita Dels \| – \| \| 15.–21. Woche 7 Wochen \| 7 \| 883 \| Sei un mito Max Pezzali, Mauro Repetto \| Mit diesem Lied nahmen 883 am Singwettbewerb Cantagiro 1993 teil. \| \| 22.–25. Woche 4 Wochen (insgesamt 9) \| 9 \| Ace of Base \| All That She Wants Jonas Berggren, Ulf Ekberg \| – \| \| 26.–28. Woche 3 Wochen \| 3 \| Haddaway \| What Is Love Dee Dee Halligan, Junior Torello \| – \| \| 29.–30. Woche 2 Wochen (insgesamt 9) \| 9 \| Ace of Base \| All That She Wants Jonas Berggren, Ulf Ekberg \| – \| \| 31.–34. Woche 4 Wochen \| 4 \| Vasco Rossi \| Gli spari sopra (remix) Gerard Whelan, Martin Murphy, David Frew, Enda Wyatt, Vasco Rossi \| Der Remix durch das italienische Dance-Projekt U.s.u.r.a. verhalf dem Lied nach dem bereits siebenwöchigen Aufenthalt auf Platz eins zu einer weiteren Spitzenplatzierung im selben Jahr. \| \| 35.–37. Woche 3 Wochen (insgesamt 9) \| 9 \| Ace of Base \| All That She Wants Jonas Berggren, Ulf Ekberg \| – \| \| 38.–39. Woche 2 Wochen \| 2 \| Culture Beat \| Mr. Vain Nosie Katzmann, Steven Levis, Jay Supreme \| – \| \| 40.–49. Woche 10 Wochen (insgesamt 12) \| 12 \| Freddie Mercury \| Living on My Own Freddie Mercury \| Zwar bereits 1985 auf Mercurys erstem Soloalbum Mr. Bad Guy veröffentlicht, hatte das Lied erst Jahre später durch einen postumen Remix Erfolg. \| \| 50. Woche 1993 – 1. Woche 1994 4 Wochen \| 4 \| Jovanotti \| Penso positivo Jovanotti, Michele Centonze, Saturnino Celani \| – \| |                                             |                                             |                                                                                           | |
| ← 1992 |                                             |                                             |                                                                                           | → 1994 → |
| Zeitraum | Wo. ges.                                    | Interpret                                   | Titel Autor(en)                                                                           | Zusätzliche Informationen |
| (Zeitraum, Wochen auf Platz eins, Interpret, Titel, Autor[en], zusätzliche Informationen) |                                             |                                             |                                                                                           | |
| 51. Woche 1992 – 1. Woche 1993 4 Wochen | 4                                           | Madonna                                     | Deeper and Deeper Madonna, Shep Pettibone, Anthony Shimkin                                | – |
| 2. Woche 1 Woche | 1                                           | Jordy                                       | Dur dur d’etre bebè! Patricia Clerget, Alain Maratrat, Frédéric Taïeb                     | – |
| 3.–9. Woche 7 Wochen | 7                                           | Vasco Rossi                                 | Gli spari sopra Gerard Whelan, Martin Murphy, David Frew, Enda Wyatt, Vasco Rossi         | Das Lied ist eine Coverversion des Songs Celebrate der irischen Alternative-Band An Emotional Fish aus dem Jahr 1989.                                                                     |
| 10. Woche 1 Woche | 1                                           | Enrico Ruggeri                              | Mistero Enrico Ruggeri                                                                    | Mit Mistero gelang Ruggeri 1993 zum zweiten Mal (nach 1987) der Sieg beim Sanremo-Festival.                                                                                               |
| 11. Woche 1 Woche | 1                                           | Duran Duran                                 | Ordinary World Duran Duran                                                                | – |
| 12.–14. Woche 3 Wochen (insgesamt 3) | 3                                           | 2 Unlimited                                 | No Limit Phil Wilde, Jean-Paul De Coster, Ray Slijngaard, Anita Dels                      | – |
| 15.–21. Woche 7 Wochen | 7                                           | 883                                         | Sei un mito Max Pezzali, Mauro Repetto                                                    | Mit diesem Lied nahmen 883 am Singwettbewerb Cantagiro 1993 teil. |
| 22.–25. Woche 4 Wochen (insgesamt 9) | 9                                           | Ace of Base                                 | All That She Wants Jonas Berggren, Ulf Ekberg                                             | – |
| 26.–28. Woche 3 Wochen | 3                                           | Haddaway                                    | What Is Love Dee Dee Halligan, Junior Torello                                             | – |
| 29.–30. Woche 2 Wochen (insgesamt 9) | 9                                           | Ace of Base                                 | All That She Wants Jonas Berggren, Ulf Ekberg                                             | – |
| 31.–34. Woche 4 Wochen | 4                                           | Vasco Rossi                                 | Gli spari sopra (remix) Gerard Whelan, Martin Murphy, David Frew, Enda Wyatt, Vasco Rossi | Der Remix durch das italienische Dance-Projekt U.s.u.r.a. verhalf dem Lied nach dem bereits siebenwöchigen Aufenthalt auf Platz eins zu einer weiteren Spitzenplatzierung im selben Jahr. |
| 35.–37. Woche 3 Wochen (insgesamt 9) | 9                                           | Ace of Base                                 | All That She Wants Jonas Berggren, Ulf Ekberg                                             | – |
| 38.–39. Woche 2 Wochen | 2                                           | Culture Beat                                | Mr. Vain Nosie Katzmann, Steven Levis, Jay Supreme                                        | – |
| 40.–49. Woche 10 Wochen (insgesamt 12) | 12                                          | Freddie Mercury                             | Living on My Own Freddie Mercury                                                          | Zwar bereits 1985 auf Mercurys erstem Soloalbum Mr. Bad Guy veröffentlicht, hatte das Lied erst Jahre später durch einen postumen Remix Erfolg.                                           |
| 50. Woche 1993 – 1. Woche 1994 4 Wochen | 4                                           | Jovanotti                                   | Penso positivo Jovanotti, Michele Centonze, Saturnino Celani                              | – |

## Alben
| ← 1992 ← | Liste der Nummer-eins-Alben in Italien (M&D) | Liste der Nummer-eins-Alben in Italien (M&D) | Liste der Nummer-eins-Alben in Italien (M&D) | 1994 →                                                                |
| \| Zeitraum \| Wo. ges. \| Interpret \| Titel \| Zusätzliche Informationen \| \| (Zeitraum, Wochen auf Platz eins, Interpret, Titel, zusätzliche Informationen) \| \| \| \| \| \| ------------------------------------------------------------------------------ \| -------- \| ----------------------------------- \| ------------------------ \| --------------------------------------------------------------------- \| \| 1. Woche 1 Woche \| 1 \| Renzo Arbore & L’Orchestra Italiana \| Napoli punto e a capo \| – \| \| 2.–3. Woche 2 Wochen \| 2 \| Various Artists \| The Bodyguard \| Der Soundtrack zum Film Bodyguard war ein Welterfolg. \| \| 4.–6. Woche 3 Wochen \| 3 \| Litfiba \| Terremoto \| – \| \| 7.–11. Woche 5 Wochen (insgesamt 9) \| 9 \| Vasco Rossi \| Gli spari sopra \| – \| \| 12. Woche 1 Woche (insgesamt 3) \| 3 \| Sting \| Ten Summoner’s Tales \| – \| \| 13.–15. Woche 3 Wochen (insgesamt 9) \| 9 \| Vasco Rossi \| Gli spari sopra \| – \| \| 16.–17. Woche 2 Wochen (insgesamt 3) \| 3 \| Sting \| Ten Summoner’s Tales \| – \| \| 18. Woche 1 Woche (insgesamt 9) \| 9 \| Vasco Rossi \| Gli spari sopra \| – \| \| 19.–22. Woche 4 Wochen \| 4 \| Eros Ramazzotti \| Tutte storie \| – \| \| 23.–28. Woche 6 Wochen (insgesamt 10) \| 10 \| 883 \| Nord sud ovest est \| – \| \| 29.–31. Woche 3 Wochen \| 3 \| U2 \| Zooropa \| – \| \| 32. Woche 1 Woche (insgesamt 10) \| 10 \| 883 \| Nord sud ovest est \| – \| \| 33.–34. Woche 2 Wochen \| 2 \| Various Artists \| Festivalbar ’93 \| Die Kompilation zur diesjährigen Ausgabe des Wettbewerbs Festivalbar. \| \| 35.–37. Woche 3 Wochen (insgesamt 10) \| 10 \| 883 \| Nord sud ovest est \| – \| \| 38. Woche 1 Woche (insgesamt 2) \| 2 \| Luca Carboni \| Diario Carboni \| – \| \| 39.–40. Woche 2 Wochen (insgesamt 6) \| 6 \| Francesco De Gregori \| Il bandito e il campione \| – \| \| 41. Woche 1 Woche (insgesamt 2) \| 2 \| Luca Carboni \| Diario Carboni \| – \| \| 42.–45. Woche 4 Wochen (insgesamt 6) \| 6 \| Francesco De Gregori \| Il bandito e il campione \| – \| \| 46. Woche 1 Woche \| 1 \| Mina \| Lochness \| – \| \| 47.–48. Woche 2 Wochen \| 2 \| Phil Collins \| Both Sides \| – \| \| 49. Woche 1993 – 4. Woche 1994 8 Wochen \| 8 \| Bryan Adams \| So Far So Good \| – \| |                                              |                                              |                                              |                                                                       |
| ← 1992 |                                              |                                              |                                              | → 1994 →                                                              |
| Zeitraum | Wo. ges.                                     | Interpret                                    | Titel                                        | Zusätzliche Informationen                                             |
| (Zeitraum, Wochen auf Platz eins, Interpret, Titel, zusätzliche Informationen) |                                              |                                              |                                              |                                                                       |
| 1. Woche 1 Woche | 1                                            | Renzo Arbore & L’Orchestra Italiana          | Napoli punto e a capo                        | –                                                                     |
| 2.–3. Woche 2 Wochen | 2                                            | Various Artists                              | The Bodyguard                                | Der Soundtrack zum Film Bodyguard war ein Welterfolg.                 |
| 4.–6. Woche 3 Wochen | 3                                            | Litfiba                                      | Terremoto                                    | –                                                                     |
| 7.–11. Woche 5 Wochen (insgesamt 9) | 9                                            | Vasco Rossi                                  | Gli spari sopra                              | –                                                                     |
| 12. Woche 1 Woche (insgesamt 3) | 3                                            | Sting                                        | Ten Summoner’s Tales                         | –                                                                     |
| 13.–15. Woche 3 Wochen (insgesamt 9) | 9                                            | Vasco Rossi                                  | Gli spari sopra                              | –                                                                     |
| 16.–17. Woche 2 Wochen (insgesamt 3) | 3                                            | Sting                                        | Ten Summoner’s Tales                         | –                                                                     |
| 18. Woche 1 Woche (insgesamt 9) | 9                                            | Vasco Rossi                                  | Gli spari sopra                              | –                                                                     |
| 19.–22. Woche 4 Wochen | 4                                            | Eros Ramazzotti                              | Tutte storie                                 | –                                                                     |
| 23.–28. Woche 6 Wochen (insgesamt 10) | 10                                           | 883                                          | Nord sud ovest est                           | –                                                                     |
| 29.–31. Woche 3 Wochen | 3                                            | U2                                           | Zooropa                                      | –                                                                     |
| 32. Woche 1 Woche (insgesamt 10) | 10                                           | 883                                          | Nord sud ovest est                           | –                                                                     |
| 33.–34. Woche 2 Wochen | 2                                            | Various Artists                              | Festivalbar ’93                              | Die Kompilation zur diesjährigen Ausgabe des Wettbewerbs Festivalbar. |
| 35.–37. Woche 3 Wochen (insgesamt 10) | 10                                           | 883                                          | Nord sud ovest est                           | –                                                                     |
| 38. Woche 1 Woche (insgesamt 2) | 2                                            | Luca Carboni                                 | Diario Carboni                               | –                                                                     |
| 39.–40. Woche 2 Wochen (insgesamt 6) | 6                                            | Francesco De Gregori                         | Il bandito e il campione                     | –                                                                     |
| 41. Woche 1 Woche (insgesamt 2) | 2                                            | Luca Carboni                                 | Diario Carboni                               | –                                                                     |
| 42.–45. Woche 4 Wochen (insgesamt 6) | 6                                            | Francesco De Gregori                         | Il bandito e il campione                     | –                                                                     |
| 46. Woche 1 Woche | 1                                            | Mina                                         | Lochness                                     | –                                                                     |
| 47.–48. Woche 2 Wochen | 2                                            | Phil Collins                                 | Both Sides                                   | –                                                                     |
| 49. Woche 1993 – 4. Woche 1994 8 Wochen | 8                                            | Bryan Adams                                  | So Far So Good                               | –                                                                     |